# ブラッドリー島

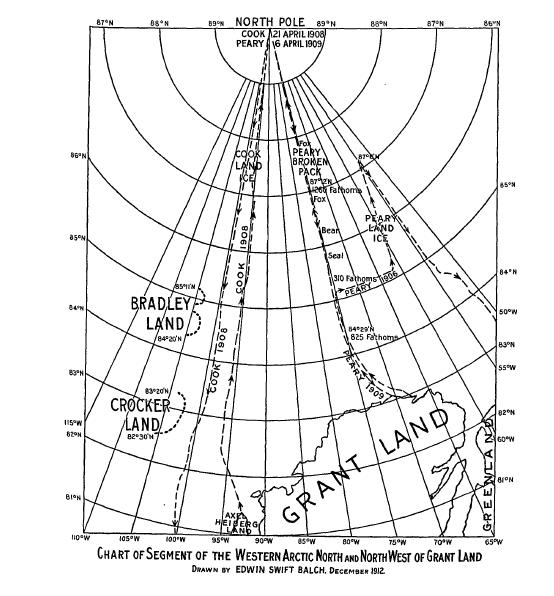
ブラッドリー島があるとされた場所。

ブラッドリー島（ぶらっどりーとう、Bradley Land）は、探検家フレデリック・クックが1909年の探検中にアクセルハイバーグ島北方、北緯85度西経102度付近で見たとされる陸地。クックの遠征を後援していたジョン・R・ブラッドリーにちなんで命名された。 

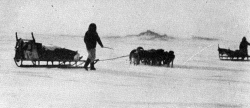
ブラッドリー島が写っているとされる写真

クックは島を海峡、または窪みで隔てられた2つの陸地とした。陸地の写真を示し、次のように述べている。「下の海岸は山と高い谷でアクセルハイバーグ島に似ていた。上の海岸は約1000フィートの高さで平らで、薄い氷で覆われていると思われる」。
今日ではその場所に陸地は存在しないことが判明しており、クックが見たものは氷山の誤認か作り話だろうとされている。また彼の探検に同行したイヌイットは、写真は実際にはアクセルハイバーグ島沿岸で撮られたと述べている。